# No Hard Feelings
No Hard Feelings (bra: Que Horas Eu Te Pego?; prt: Tudo na Boa!) é um filme de comédia americano de 2023 dirigido por Gene Stupnitsky e corroteirizado por John Phillips. A trama gira em torno de Maddie, uma mulher que é contratada por um casal rico para namorar seu filho sexualmente inexperiente em troca de um carro novo. É estrelado por Jennifer Lawrence (atuando também como produtora), Andrew Barth Feldman, Laura Benanti, Natalie Morales e Matthew Broderick.
Foi lançado em 23 de junho de 2023, pela Sony Pictures Releasing. Recebeu críticas positivas e arrecadou mais de US$ 87 milhões em todo o mundo, contra um orçamento de US$ 45 milhões. Lawrence foi indicada como Melhor Atriz em Comédia ou Musical no 81º Globo de Ouro e ganhou o prêmio de Estrela de Cinema em Comédia do Ano no 49º People's Choice Awards. O filme foi indicado na categoria de Melhor Comédia no 29º Critics' Choice Awards.

## Premissa
Maddie é uma mulher que tem o costume de sempre tomar as atitudes erradas. Quando percebe que pode perder a sua casa de infância, onde cresceu e viveu por muito tempo, ela decide arranjar um emprego. Mas não é qualquer emprego que se acha nos anúncios, e sim um pedido desesperado de dois pais com seu filho de dezenove anos. O anúncio descreve o trabalho que ela terá de fazer: "namorar" o garoto de dezenove anos, Percy, que é muito introvertido, antes que ele saia definitivamente de casa para ir para a faculdade.

## Enredo
Maddie Barker, de 32 anos, é motorista de Uber e bartender em Montauk, Nova York. Como ela deve impostos sobre a propriedade de uma casa que herdou de sua mãe, seu carro é guinchado e ela enfrenta a falência. Desesperada para manter a casa, ela decide aceitar um post incomum no Craigslist. O anúncio dizia que o casal rico Alison e Laird Becker estavam encontrando alguém para namorar e fazer sexo com seu filho Percy, de 19 anos, em troca de um carro Buick Regal. Como Percy é tímido e nunca teve experiências com garotas, bebidas, festas ou sexo, seus pais esperam aumentar sua confiança e "tirá-lo da concha" antes dele frequentar a Universidade de Princeton.
Maddie tenta seduzir Percy no abrigo de animais onde ele é voluntário. No entanto, depois que ela lhe oferece uma carona para casa, ele pensa que ela está tentando sequestrá-lo e joga spray de pimenta nela. Apesar disso, eles concordam em sair para um encontro. Na noite seguinte, Maddie e Percy se encontram em um bar e depois vão nadar nus na praia. Enquanto estão na água, um grupo de adolescentes bêbados rouba suas roupas. Maddie sai do mar nua e começa a bater neles, assustando Percy, que se recusa a fazer sexo com ela. Quando ela tenta ir embora com as roupas dele, ele pula no carro dela, nu, e eles fogem da polícia. Ela e Percy tentam fazer sexo, mas ele desenvolve uma erupção na pele por causa de sua ansiedade, então Maddie cuida dele.
Maddie e Percy continuam saindo, compartilhando mais sobre si mesmos e formando uma amizade. Ambos revelam que nunca foram ao baile de formatura, então imitam uma noite de baile, indo a um jantar chique onde Percy acaba tocando piano. Percy encontra uma conhecida da escola, Natalie, que o convida para uma festa. Depois que ele e Maddie discordam sobre seus planos, ele vai à festa enquanto Maddie vai atrás dele. Ela o encontra com Natalie na cama, mas nada aconteceu entre eles, depois que ele tomou ibuprofeno com álcool. Após sair da festa, Percy confessa seu amor por Maddie.
No dia seguinte, Percy diz a seus pais que quer ficar em Montauk com Maddie em vez de ir para Princeton. Em pânico, seu pai lhe oferece o carro se ela o convencer a ir para Princeton. Percy inadvertidamente ouve o acordo de Maddie com seus pais. Ele convida Maddie para almoçar com seus pais e revela que sabe do acordo. Enquanto Maddie e seus pais perguntam um ao outro se ele foi informado sobre o acordo, Percy bate o Buick em uma árvore, danificando-o gravemente. Quando ele retorna para casa, tenta fazer sexo com Maddie, porém, depois de ejacular prematuramente durante as preliminares, Percy se sente traído e termina o relacionamento deles.
Maddie pega o carro danificado e fica determinada a pagar suas dívidas. Depois de trabalhar pelo resto do verão, ela economiza dinheiro suficiente para salvar sua casa e consertar seu carro. Os amigos mais próximos de Maddie, Jim e Sara, dizem a ela que estão se mudando de Montauk para a Flórida devido aos custos de moradia. Sara pergunta a Maddie se ela realmente quer ficar em Montauk ou se está apenas fazendo isso pela mãe.
Depois de refletir sobre sua vida, Maddie se reúne com Percy em uma festa em Princeton e pede desculpas. Não convencido, Percy começa a dirigir quando Maddie pula no capô de seu carro. Incapaz de enxergar enquanto dirige, Percy bate o carro no oceano. Enquanto o carro é rebocado, os dois se reconciliam e prometem continuar amigos. Maddie decide vender a casa para Jim e Sara e se mudar para a Califórnia para seguir sua paixão pelo surf.
Mais tarde, Maddie leva Percy para Princeton enquanto estava a caminho da Califórnia e revela que adotou Milo, um ex-cão policial que morava no abrigo onde Percy foi voluntário. Maddie promete ligar para Percy durante toda a viagem até a Califórnia.

## Elenco
- Jennifer Lawrence como Maddie Barker[13]
- Andrew Barth Feldman como Percy Becker[13]
- Matthew Broderick como Laird Becker
- Laura Benanti como Allison Becker[13]
- Natalie Morales como Sara[13]
- Scott MacArthur como Jim[13]
- Ebon Moss-Bachrach como Gary[13]
- Hasan Minhaj como Doug Khan[14]
- Kyle Mooney como Jody[14]
- Hasan Minhaj como Doug Khan[14]
- Jordan Mendoza como Crispin
- Amalia Yoo como Natalie
- Alysia Joy Powell como Fern
- Quincy Dunn-Baker como Travis
- Matthew Noszka como cara gostoso do bar
- Zahn McClarnon como Gabe Sawyer, um advogado que representou Maddie em várias ocasiões.[15]
- Madison Odenborg como Melanie
- Achileas Andreas da Grécia como adolescente

## Produção

### Desenvolvimento
Em outubro de 2021, foi anunciado que a Sony Pictures havia adquirido um filme de comédia altamente competido de classificação R, apoiado pela produtora e protagonista Jennifer Lawrence com sua produtora Excellent Cadaver e pelo diretor Gene Stupnitsky nos estúdios Apple, Netflix e Universal Pictures para um lançamento exclusivo nos cinemas. Lawrence, Alex Saks, Marc Provissiero, Naomi Odenkirk e Justine Polsky atuam como produtores, enquanto Stupnitsky coescreveu o roteiro com John Phillips. O enredo foi baseado em um anúncio real do Craigslist enviado a Stupnitsky pelos produtores Provissiero e Odenkirk. Em julho de 2022, foi relatado que a Sony avançaria com o filme e faria um lançamento nos cinemas marcado para 16 de junho de 2023.

### Seleção de elenco
Em setembro de 2022, Andrew Barth Feldman se juntou ao elenco no papel principal, enquanto Laura Benanti e Matthew Broderick foram escalados como os pais do personagem, juntamente com Ebon Moss-Bachrach também integrando ao elenco. No mês seguinte, Natalie Morales e Scott MacArthur juntaram-se ao elenco.

### Filmagens
As gravações começaram no final de setembro de 2022 em vários locais do condado de Nassau, em Nova York, como Hempstead, Point Lookout, Lawrence e Uniondale. A estação de pesca de Ted localizada em Point Lookout foi feita para se parecer com "Montauk Dock East". Um mês depois, a produção filmou cenas na North Shore Animal League America em Port Washington. As filmagens de No Hard Feelings foram concluídas em novembro do mesmo ano.

### Música
Mychael Danna e Jessica Rose Weiss compuseram a trilha sonora do filme.

#### Lista de músicas
| No Hard Feelings (Original Motion Picture Soundtrack) |                                                      |         |  |
| N.º                                                   | Título                                               | Duração |  |
| 1.                                                    | "I Just Can't Decide"                                | 2:11    |  |
| 2.                                                    | "Adopt a Do"                                         | 0:46    |  |
| 3.                                                    | "Keep Paddling"                                      | 4:14    |  |
| 4.                                                    | "Come On Up"                                         | 0:40    |  |
| 5.                                                    | "Guess We're Doin' This"                             | 1:06    |  |
| 6.                                                    | "There's That Smile"                                 | 1:42    |  |
| 7.                                                    | "Skinny"                                             | 1:20    |  |
| 8.                                                    | "Maneater" (interpretado por Andrew Barth Feldman)   | 2:48    |  |
| 9.                                                    | "Doesn't Anyone Fuck Anymore?"                       | 0:56    |  |
| 10.                                                   | "Finally Going to Prom"                              | 1:33    |  |
| 11.                                                   | "I Still Love You"                                   | 0:54    |  |
| 12.                                                   | "I'd Like to Leave Please"                           | 1:17    |  |
| 13.                                                   | "That'll Teach Her"                                  | 0:57    |  |
| 14.                                                   | "I Don't Have to Have Sex With Him?"                 | 0:41    |  |
| 15.                                                   | "Was Any of It Real?"                                | 1:32    |  |
| 16.                                                   | "Don't Get Too Excited"                              | 1:53    |  |
| 17.                                                   | "You Have a Rich Dad"                                | 0:43    |  |
| 18.                                                   | "Get Off the Hood"                                   | 1:20    |  |
| 19.                                                   | "Just Needed a Little Love"                          | 1:46    |  |
| 20.                                                   | "Back to the Start" (interpretado por Cary Brothers) | 3:27    |  |
| Duração total:                                        | Duração total:                                       | 31:46   |  |

## Lançamento

### Cinemas
No Hard Feelings foi lançado nos Estados Unidos em 23 de junho de 2023. O filme estava inicialmente programado para ser lançado na semana anterior, em 16 de junho.

### Mídia doméstica
O filme foi lançado em formato digital, em 15 de agosto de 2023, convertido em DVD e Blu-ray duas semanas depois.

### Marketing
A campanha de marketing de No Hard Feelings começou em 6 de março de 2023, quando anúncios fictícios dizendo "Precisa de um Carro? 'Namore' Nosso Filho" foram lançados em outdoors e bancas de jornais nos Estados Unidos, bem como em plataformas de redes sociais como Instagram, Reddit e Facebook. Um trailer do filme – mostrando as propagandas – foi lançado em 9 de março de 2023. Em 24 de abril de 2023, um pôster oficial apresentando Lawrence e Feldman foi divulgado. O site PopSugar observou que os rótulos no pôster promocional do filme (apenas na versão em inglês) que dizem "pretty (bonita)" e "awkward (esquisito)" estabelecem "o que certamente será a dicotomia central do filme".

## Recepção

### Bilheteria
No Hard Feelings arrecadou US$ 50,5 milhões nos Estados Unidos e Canadá, e US$ 36,8 milhões em outros territórios, totalizando um faturamento mundial de US$ 87,3 milhões.
Em ambos os países, o filme foi lançado juntamente com o caríssimo Asteroid City, e foi projetado para arrecadar cerca de US$ 12 milhões em 3.208 cinemas em seu fim de semana de estreia. O filme arrecadou US$ 6,25 milhões em seu primeiro dia, incluindo US$ 2,15 milhões nas prévias de quinta à noite. A obra teve um desempenho ligeiramente superior e estreou com US$ 15 milhões, terminando em quarto lugar. Arrecadou US$ 7,9 milhões e um total de US$ 11,3 milhões no seu segundo fim de semana de cinco dias do Dia da Independência dos Estados Unidos. A sua queda de 48% foi considerada "uma posição muito sólida" num mercado pós-COVID. Em seguida, arrecadou US$ 5,4 milhões em seu terceiro fim de semana, terminando em quinto lugar.
Em 22 de outubro de 2023, o filme foi lançado na Netflix como sucesso comercial na plataforma. De acordo com a Nielsen Broadcast Data Systems, estreou em primeiro lugar como o título mais transmitido da semana durante a semana de 23 a 29 de outubro, com 1,1 bilhão de minutos assistidos. Foi o único título a ter mais de 1 bilhão de minutos transmitidos naquela semana nas paradas da Nielsen, atraindo uma distribuição ampla e igual de audiência nas idades de 18 a 64 anos, tendo como 30% da audiência espectadores hispânicos ou afro-americanos.

### Resposta da crítica
No site agregador de críticas Rotten Tomatoes, 70% das 227 resenhas dos críticos são positivas. O consenso do site diz: "Essa comédia atrevida muitas vezes não se arrisca tanto quanto poderia, mas o talento cômico e dramático de Jennifer Lawrence garante que o resultado final de No Hard Feelings não provoque ressentimentos." O Metacritic, que usa uma média ponderada, atribuiu ao filme uma pontuação de 59 em 100, baseado em 50 críticos, indicando críticas "mistas ou médias".
O público pesquisado pelo CinemaScore deu ao filme uma nota média de "B+" em uma escala de A+ a F, enquanto o PostTrak relatou que 84% dos espectadores deram uma pontuação positiva, com 59% dizendo que definitivamente o recomendariam.
Os críticos opinaram que o filme é uma grande vitrine do talento de Lawrence para comédia pastelão. A sequência em que Lawrence nua luta contra três adolescentes na praia chamou a atenção, com a Decider escrevendo: "Ela luta com tudo: jogando areia na cara deles, chutando suas virilhas e, eventualmente, puxando o que só pode ser descrito como um movimento de lutadora profissional em que ela levanta um dos garotos sobre os ombros e o joga no chão. Vai, Katniss! Ela também leva alguns golpes, incluindo um chute na virilha, mas, no final das contas, sua ferocidade doida, mesmo estando nua, é suficiente para assustar os adolescentes."
Shirley Li, do The Atlantic, escreveu: "Assim como os imitadores de Risky Business e as comédias românticas dos anos 2010 sobre a garota atraente que conhece o cara idiota, No Hard Feelings oferece algumas reflexões sobre o papel do sexo no amadurecimento. O filme mostra como a pressão para perder a virgindade dentro de um prazo arbitrário pode ser um fardo geracional. Ele explora as dificuldades de crescer, seja aos 19 ou 32 anos, e como as atitudes de Maddie e Percy em relação ao sexo refletem seus níveis de maturidade." Escrevendo para o The Hollywood Reporter, Lovia Gyarkye disse: "Há mais em cada um desses personagens do que aparenta. Stupnitsky diminui a intensidade do primeiro ato – com seu timing cômico afiado e energético – para abrir espaço a momentos mais fofos entre Maddie e Percy."
Tim Grierson, do Screen Daily, descreveu o filme como uma história sentimental e irregular, mas cuidadosa, sobre personagens inseguros e de bom coração. O Deadline Hollywood chamou-o de "um ótimo começo pós-pandemia para uma rara comédia atrevida".
Antes do lançamento do filme, alguns comentaristas acusaram No Hard Feelings de promover o aliciamento sexual. Em um artigo para a revista Bust, Carmella D'Acquisto comentou sobre o trailer do filme, escrevendo: "Pare um momento e pense se esse filme fosse feito com os gêneros invertidos. Você conseguiria imaginar um filme onde um homem de 32 anos fosse pago para assediar e pressionar uma mulher de 19 anos a ter relações sexuais contra sua vontade? Ninguém faria um filme assim, mas é apresentado como engraçado e peculiar quando uma mulher adulta é a que faz a manipulação."
Em defesa do filme, Sophie Butcher, da Empire, escreveu que a premissa deveria ser "nojenta" e que o filme constantemente a aborda dizendo "Maddie frequentemente se depara com a diferença geracional entre ela e os amigos de Percy, mas sua imaturidade a faz parecer infantil também." Feldman, que interpreta Percy, disse em uma entrevista sobre a controvérsia que: "O filme nunca tolera as coisas que a personagem de Jennifer faz ou que os pais do meu personagem fazem. É um filme de comédia sobre pessoas imperfeitas e cheia de momentos cringes. Não há jeito de não ser cringe! A ideia é justamente que você se sinta desconfortável." Ele também observou que o filme normaliza a questão de "querer encontrar um amor e conexão", não pressionando os jovens do sexo masculino a terem relações sexuais.

### Prêmios e indicações
Por sua atuação no filme, Lawrence recebeu uma indicação na categoria Melhor Atriz em Comédia ou Musical no 81º Globo de Ouro, e ganhou o prêmio de Estrela de Cinema em Comédia do Ano no 49º People's Choice Awards. O filme recebeu uma indicação de Melhor Comédia no 29º Critics' Choice Awards. Em seu segundo Stunt Awards, a Vulture concedeu a No Hard Feelings o prêmio de "Melhor Dublê em Filme Sem-Ação" pela sequência em que Jennifer Lawrence luta nua contra três adolescentes na praia com a motivação de sua personagem "Ela encara essa cena com uma confiança totalmente despida (literalmente) de alguém que já passou dos 20 anos e a executa de forma direta e ousada."